# 수잔 컬런워드
알바니아 왕세자빈 수잔(Susan, Crown Princess of Albania, 1941년 1월 28일 ~ 2004년 7월 17일)은 오스트레일리아 태생의 알바니아 왕세자 레카의 아내였다.